# Odontomachus saevissimus
Odontomachus saevissimus är en myrart som beskrevs av Smith 1858. Odontomachus saevissimus ingår i släktet Odontomachus och familjen myror. Inga underarter finns listade i Catalogue of Life.